# パルマ
パルマ（イタリア語: Parma ( 音声ファイル)）は、イタリア共和国エミリア＝ロマーニャ州にある都市であり、その周辺地域を含む人口約197,000人の基礎自治体（コムーネ）。パルマ県の県都である。
古代に起源を有する都市で、中世は自治都市として栄えた。パルマ大聖堂を中心に中世都市の景観が残る。16世紀半ばから19世紀のイタリア統一まではパルマ公国の首都であった。「美食の都」として知られており、特にプロシュット・ディ・パルマ（パルマハム）で有名である。食品産業が盛んであり、ヨーロッパ連合の外局である欧州食品安全機関の本部も置かれている。

## 地理

### 位置・広がり
パルマ県北東部に位置する。レッジョ・エミリアから西北西へ26km、マントヴァから南東へ54km、ピアチェンツァから東南東へ57km、州都ボローニャから西北西へ87km、ラ・スペツィアから北東へ88kmの距離にある。

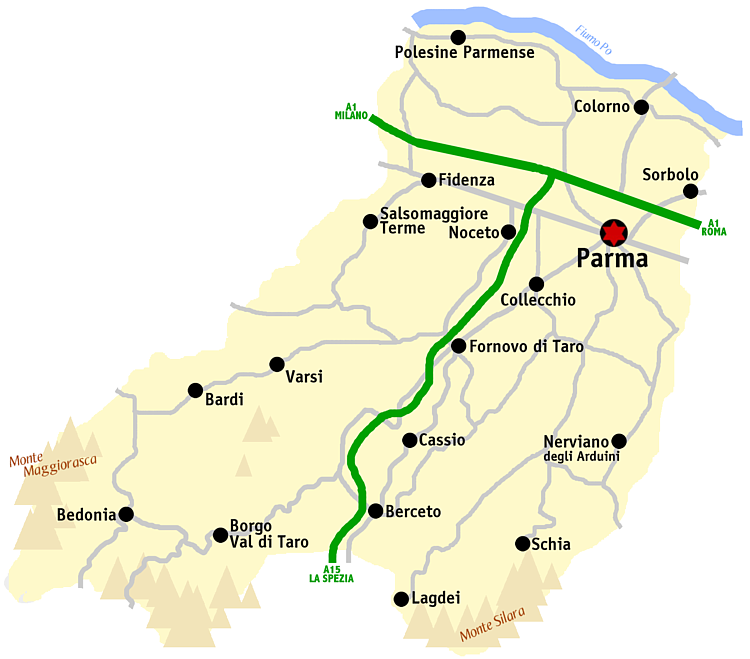
パルマ県概略図

#### 隣接コムーネ
隣接するコムーネは以下の通り。括弧内のREはレッジョ・エミリア県所属を示す。
- コッレッキオ
- フェリーノ
- フォンタネッラート
- フォンテヴィーヴォ
- ガッターティコ (RE)
- ランギラーノ
- レジニャーノ・デ・バーニ
- モンテキアルーゴロ
- ノチェート
- サーラ・バガンツァ
- シッサ・トレカザーリ
- サンティラーリオ・デンツァ (RE)
- ソルボロ・メッツァーニ
- トッリーレ
- トラヴェルセートロ

### 気候分類・地震分類
パルマにおけるイタリアの気候分類 (it) および度日は、zona E, 2502 GGである。
また、イタリアの地震リスク階級 (it) では、zona 3 (sismicità bassa) に分類される。

### 市街
パルマは、パルマ川という小さな川で2つの区に分けられている。パルマ出身の詩人アッティリオ・ベルトルッチ（映画監督ベルナルド・ベルトルッチの父）は、こう書いている。『首都となる都市は川がなくてはならない。小さな首都であるなら、しばしば干上がる小川があるといい。』

## 歴史

### 先史
パルマは既に青銅器時代に形作られていた。現在の市がある場所にテッラマレ（Terramare）という村があったと立証されている。テッラマレは、薪による木の構造をした住居からなる古代の村落で、体系がはっきりした四角い形であったといい、一般的に川に近接した乾いた土地の上に建てられていた。この時代（紀元前1500年から紀元前800年）、最初のネクロポリスも建てられていた（現在ピアッツァ・ドゥオモと石臼広場のある場所）。

### 古代
市はおそらくほぼ、エトルリア人に建てられて名付けられた。パルマ（円形の盾）は多くのローマの言語と同様ラテン語から借用したもので、Parmeal、Parmini、Parmnialはエトルリアの碑文に現れる名前である。ディオドルス・シクルス(XXII, 2,2; XXVIII, 2,1)は、エトルリア人のものをまねた円形の盾をローマ人たちは自分たちの長方形の盾に変えたと知らせている。エトルリア人野営地は丸くて盾のようであったのでそう名付けたか、パルマの位置が北方のガリア人に対する盾となっていたからだとか、説に選択肢が多い。
古代ローマ植民地は紀元前183年につくられ、同時にムティナ（現モデナ）もつくられた。2,000世帯が移住した。パルマはエミリア街道とクラウディア街道といった陸上のハブ地として重要であった。当時は集会所が開かれ、現在ガリバルディ広場となっている。紀元前44年、市は破壊され、アウグストゥスが再建した。ローマ帝国時代、帝室に対する忠節から『ユリア』の称号を授かった。
市は瞬く間にアッティラに略奪され、のちに傭兵出身のオドアケルによって彼の部下へ与えられた。しかしゴート戦争（en）の間、トーティラがパルマを破壊した。東ローマ帝国のラヴェンナ総督領の一部となり（市名を『黄金都市』を意味するクリソポリスへ変えられた。軍の財宝が市にあったためであろう）、569年以後、ロンゴバルド王国の一部となった。中世、パルマはローマと北ヨーロッパとをつなぐ主要道、フランチジェナ街道の重要な宿場となった。数カ所の城、病院、そして宿屋が増加する巡礼者を迎えるためその後数世紀に渡り建てられた。 

### 中世前期
フランク王国の支配下で、パルマは州都となった（774年）。ほとんどの北イタリア諸都市のように、カール大帝がつくった神聖ローマ帝国の名目上の一部となった。しかしパルマを支配したのはパルマ伯位を得たパルマ司教で、最初は司教グイドブスであった。教皇領と帝国の間のその後の諍いで、パルマは常に帝国側の一員であった。パルマ司教のうち2人が対立教皇となった。パルマ大聖堂の創建者・司教カーダロである対立教皇ホノリウス2世、そしてグイベルト司教ことクレメンス3世である。 ほぼ自治権を持つコムーネとしてのパルマは、1140年前後に創設された。1183年のコンスタンツの和議後（en）、近接するコムーネであるレッジョ・エミリア、ピアチェンツァ、クレモナとの諍いが、ポー川上の活気ある通商行路を掌握する狙いで過酷になっていった。
皇帝派と教皇派の争いはパルマの特色でもあった。1213年、パルマのポデスタ（最高権力者）はゲルフ（教皇派）のランベルティーノ・ブヴァレッリであった。代々の皇帝と並んだ長い態勢の後、パルマのパピスト家が1248年に実権を掌握した。パルマは、パルマの戦いで皇帝軍と激突した結果として、皇帝フリードリヒ2世に包囲された。

### 中世後期から近世
1341年、パルマはミラノ公国の手中に納められた。1404年から1409年まで短期間のテルツィ家による自治時代の後、スフォルツァ家が1440年から1449年まで協力関係にあるパッラヴィチーノ家、ロッシ家、サンヴィターレ家、ダ・コッレッジョ家を通じて支配を課した。これらは新たな封建制度の一種の創設であった。市内とパルマ領内至る所に塔と城を建てたのである。これらの封土が真の独立都市国家へと進化した。ランディ家が、1257年から1682年までターロ谷を治めた。パッラヴィチーノ家のシニョーリ（領主）が現在のパルマ県東部へ拡大し、首都をブッセートとした。パルマの領土は北イタリアを除き、封建的な細分化された封土の一部としてさらに近年まで続いていた。例えば、ソリンニャーノは1805年までパッラヴィチーノ家が所有し続けた。またサン・セコンドは19世紀までロッシ家に属していた。

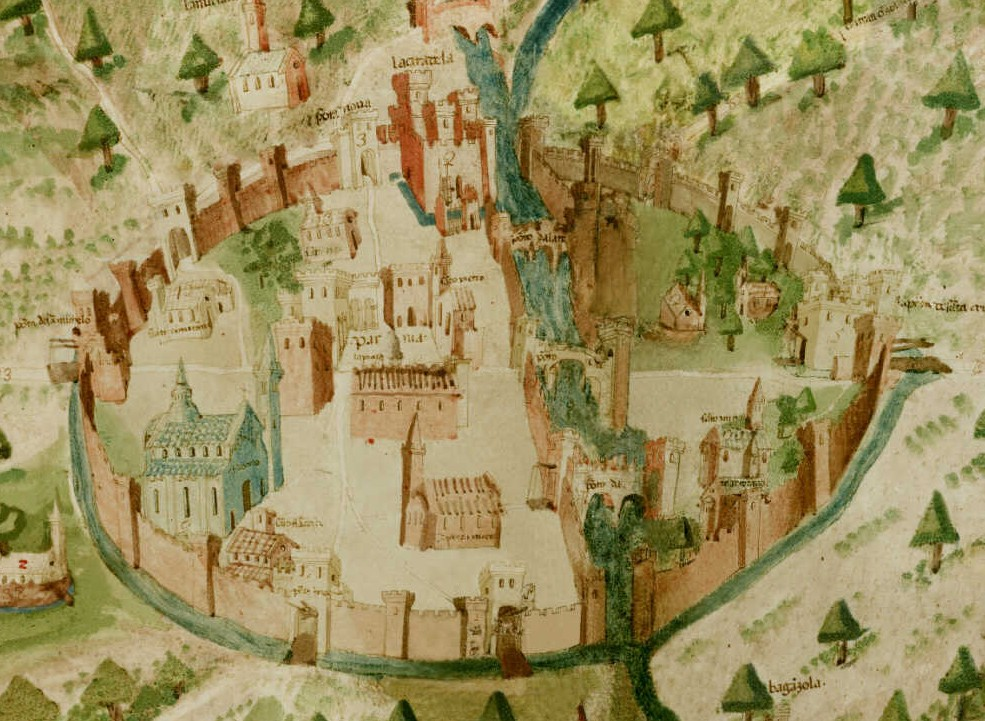
15世紀のパルマ

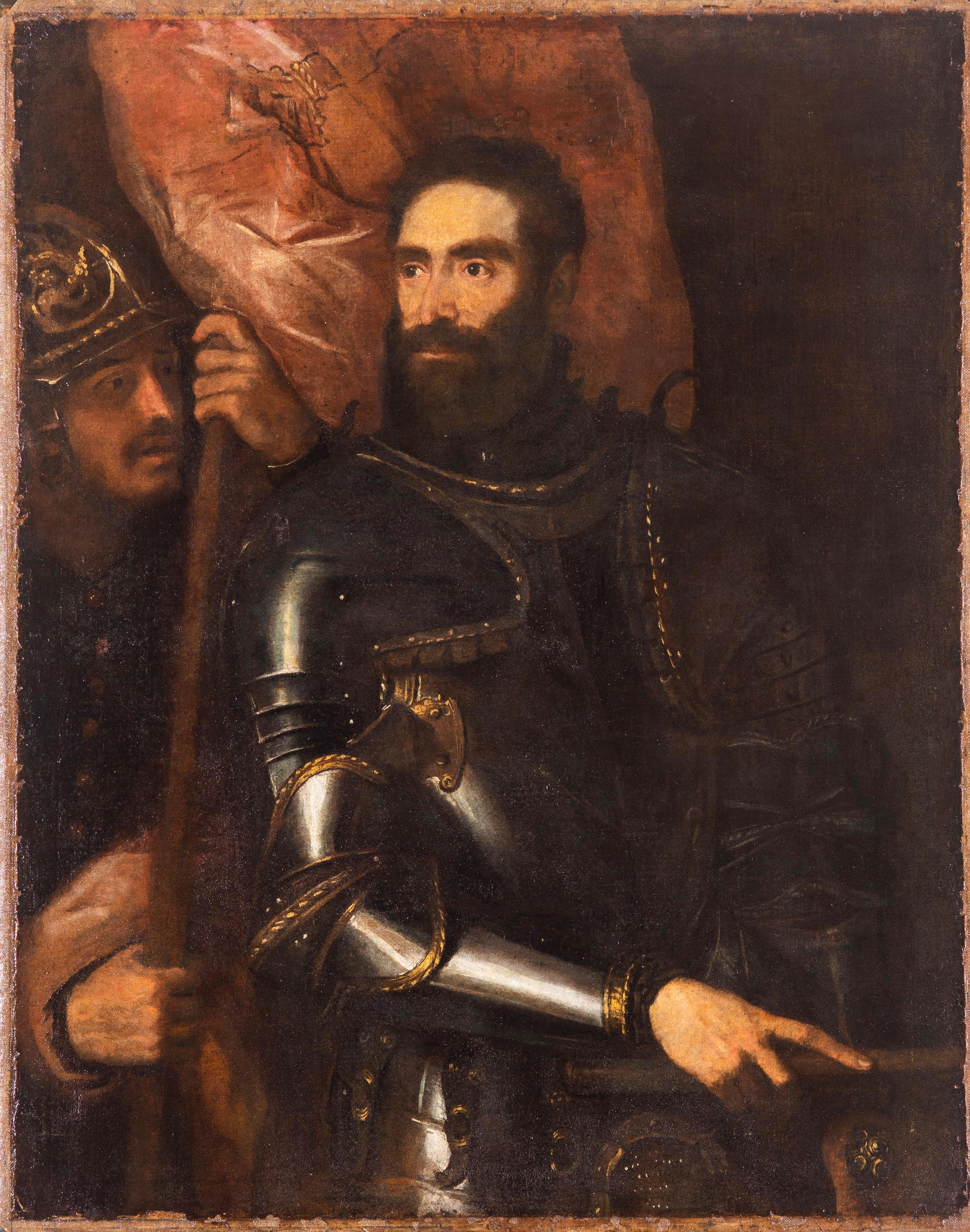
初代パルマ公ピエール・ルイージ・ファルネーゼ

14世紀から15世紀のパルマは、イタリア戦争の舞台であった。フォルノヴォの戦いはパルマ領内で起きた。フランス軍は1500年から1521年まで市を占領し、その間1512年から1515年は短期間の教皇庁の幕間であった。外国人が追放された後、パルマは1545年まで教皇領に属していた。
1545年、当時の教皇でファルネーゼ家出身のパウルス3世はパルマ及びピアチェンツァを教皇領から分離させ、自身の庶子であるピエール・ルイージへ公国として与えた。ピエール・ルイージの子孫は、1731年にアントニオ・ファルネーゼが男子のないまま死ぬまでパルマ公を世襲した。公国は2代公爵オッターヴィオ・ファルネーゼの代に強化された。彼はその短くも豊かな治世のため、パルマを真の首都として市の構造を修繕もした。
1594年、パルマ大学の強化と貴族学校の創設の法令が出された。数年にわたり、戦争が貴族らの権力を削ぎ続けた。1612年、バルバラ・サンセヴェリーノが、パルマ公に対して陰謀を謀ったとして6人の貴族らとともにパルマの中央広場で処刑された。17世紀終わり、パッラヴィチーニの戦い（1588年）とランディの戦い（1682年）で打ち勝った後、ファルネーゼ家の公爵は、全パルマ領をついに手中に納めることになった。コロルノのサンセヴェリーノ家の城は、フェルディナンド・ビビエーナによって公家の豪華な夏の離宮に変えられた。
1731年、パルマ及びピアチェンツァ公国は揃ってブルボン家の手に渡った。イタリアで行われたヨーロッパ王朝政治においてパルマの宗主権が外交的に揺り動かされたためであった。新たな支配者の下、パルマは衰退に直面した。1734年、パルマの公爵宮殿の顕著な美術収集品全てが、コロルノとサーラ・バガンツァからナポリへ移された。 
パルマは1748年のアーヘンの和約後、フランス影響下に下った。パルマは宰相ギヨーム・デュ・ティロの精力的な活躍で近代国家となった。彼は近代工業の基盤をつくり、教会特権に対して奮闘した。市は特別に壮麗な時代を経験した。図書館、考古学博物館、美術館と植物園がつくられ、同時にジャンバッティスタ・ボドーニによって公家の印刷所が指揮された。

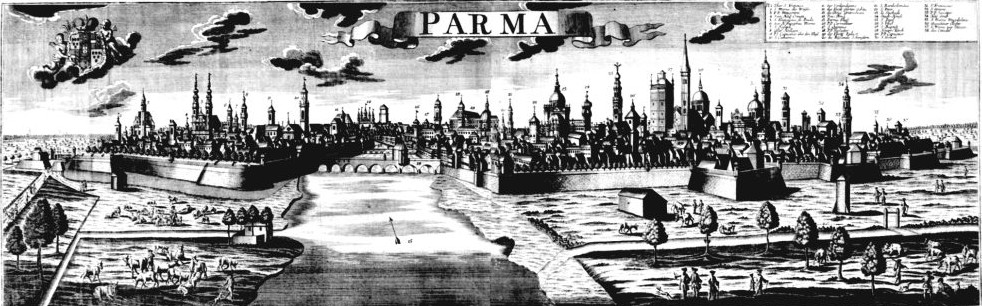
1700年頃のパルマ

### 近代から現代
ナポレオン戦争の間（1802年 - 1814年）、パルマはターロ県（Taro Département）の一部であった。フランス語名パルム（Parme）の名の下、プレザンス公シャルル＝フランソワ・ルブランが1808年4月24日にパルマ及びピアチェンツァ公となった。
1814年から1815年のウィーン会議で公国の復古がなされた後、国土回復運動の動乱が平穏な公国では何の実も結ばなかった。1847年、パルマ女公マリア・ルイーザの死後、再び公位はブルボン家へ戻った。1854年、パルマ公カルロ3世は市内で刺殺され、未亡人となった公妃マリア・ルイーザ（ベリー公シャルル・フェルディナン・ダルトワの長女）が残された。1859年9月15日、ロベルト1世は退位を宣言し、パルマはカルロ・ファリーニの元で新設されたエミリア県に組み込まれた。1860年の住民投票によって、パルマ公国は統一されたイタリア王国の一部となった。
首都の役割を失ったことが、パルマで経済的・社会的危機を誘発した。1859年にピアチェンツァ、ボローニャとの同盟関係後に産業的に傑出し復活し始め、1883年にはフォルノーヴォとスッザーラと関係を結んだ。貿易同盟は市内で強力になり、有名なゼネラル・ストライキが1908年5月1日から6月6日まで宣言された。ファシズムとの格闘が1922年8月に最も劇的な場面を生んだ。ファシスト政権の政治家イタロ・バルボがオルテトッレンテの市民区へ入ろうと試みたのである。市民はアルディティ・デル・ポポロ（Arditi del Popolo、市民の突撃）を組織し、黒シャツ隊を押し戻した。このエピソードはイタリアにおける最初のレジスタンス運動の例とされている。 
第二次世界大戦中、パルマはパルチザン運動の強力な中心地であった。鉄道駅と操車場は、1944年春に連合国側によって高確率の爆撃の標的となった。鉄道駅の近くにあったパラッツォ・デッラ・ピロッタの大半が、誤発弾によって破壊された。しかしパルマは戦争中に広範囲の破壊はみられなかった。1945年4月26日、パルマはパルチザンとブラジル遠征軍（en）によって、1943年から続いていたドイツ軍による占領から解放された。

## 行政

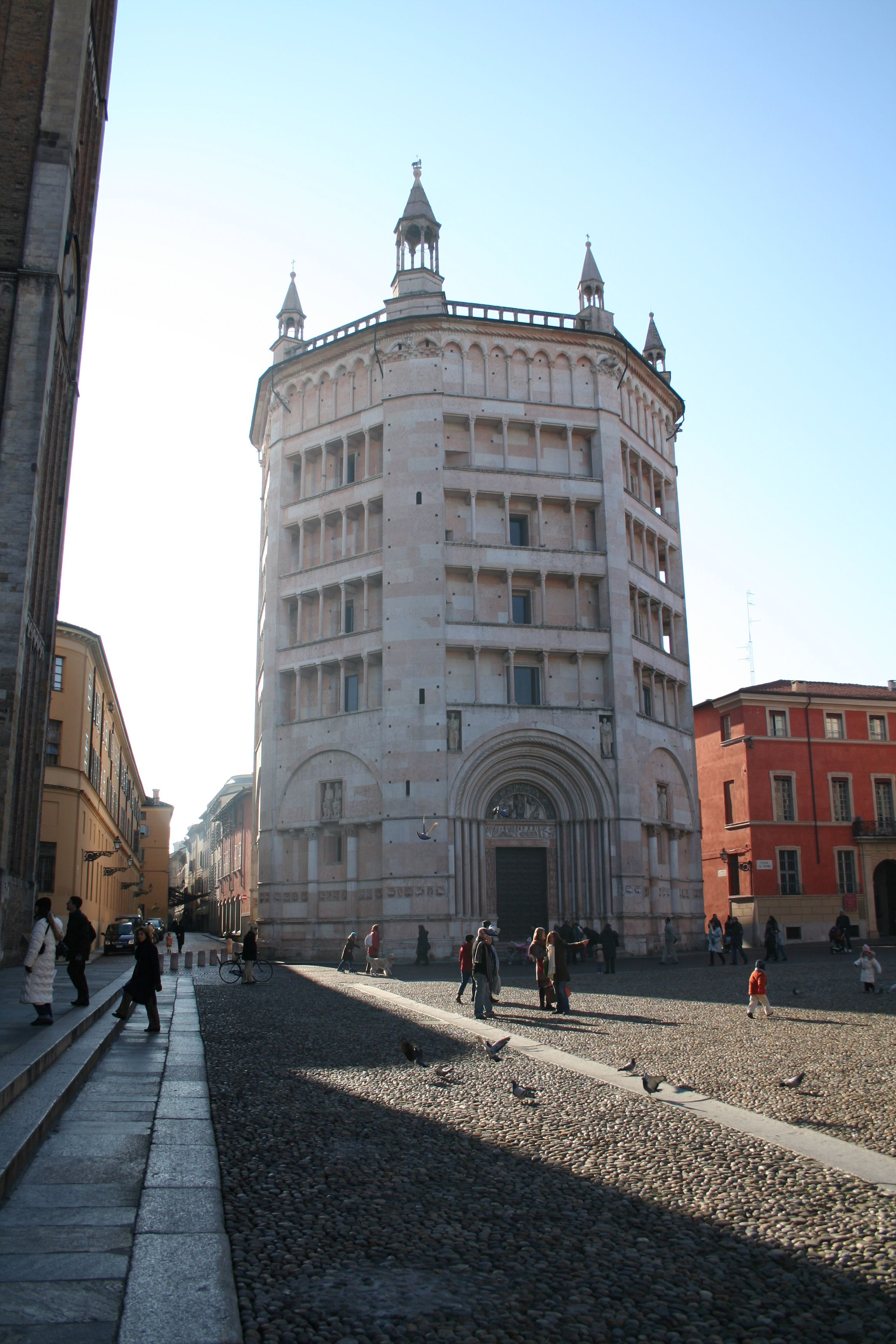
パルマ洗礼堂

### 行政区画
パルマには以下の分離集落（フラツィオーネ）がある。
- Alberi, Baganzola, Beneceto, Botteghino, Ca'Terzi, Calestani, Carignano, Carpaneto, Cartiera, Casalbaroncolo, Casalora di Ravadese, Casaltone, Case Capelli, Case Cocconi, Case Crostolo, Case Nuove, Case Rosse, Case Vecchie, Casino dalla Rosa, Casagnola, Castelletto, Castelnovo, Cervara, Chiozzola, Coloreto, Corcagnano, Eia, Fontanini, Gaione, Ghiaiata Nuova, Il Moro, La Catena, La Palazzina, Malandriano, Marano, Marore, Martorano, Molino di Malandriano, Osteria San Martino, Panocchia, Paradigna, Pedrignano, Pilastrello, Pizzolese, Ponte, Porporano, Pozzetto Piccolo, Quercioli, Ravadese, Ronco Pascolo, Rosa, San Prospero, San Ruffino, Valera, Viarolo, Viazza, Vicofertile, Vicomero, Vigatto, Vigheffio, Vigolante.

## 社会

### 人口統計
2007年、パルマの人口は177,069人で、男性は47.4%、女性は52.6%であった。18歳以下の若年層は14.87%、年金生活者は22.90%であった（イタリア全国平均は若年層18.06%、年金生活者19.94%）。パルマ住民の平均年齢は46歳であった（国内平均は42歳）。2002年から2007年までの5年間で、パルマ人口は6.97%上昇した（全国的には3.56%上昇）。現在のパルマの出生率は、市民1000人に対し8.53人である（イタリア平均は1000人に対し9.45人）。 
2006年、人口の90.91%がイタリア人であった。最大の外国人グループは、ヨーロッパ諸国出身者3.61%である（主にアルバニア、ルーマニア、ウクライナ）。サハラ以南アフリカ出身者1.85%、北アフリカ出身者1.44%となっている。新生児の17.9%は、少なくとも両親のうち一方が外国出身者となっている（イタリア平均は10.3%）。

### 経済・産業
世界的な食品会社パルマラットやバリッラの本拠地でもある。

### 教育
世界最古の大学の一つであるパルマ大学（1502年創立）がある。

## 文化

### 食文化

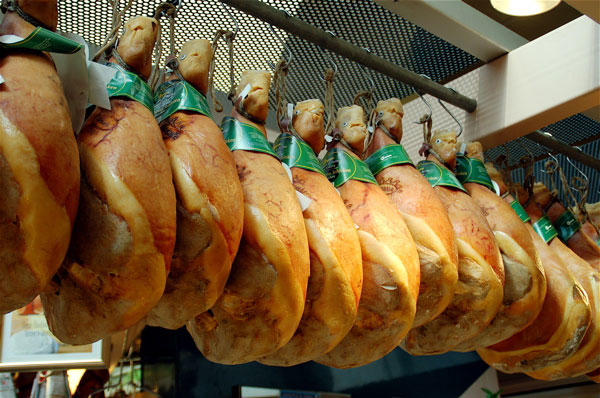
プロシュット・ディ・パルマ

パルマは美食の都として知られる。DOPであるパルミジャーノ・レッジャーノやプロシュット・ディ・パルマ（パルマハム）で有名である。プロシュット・ディ・パルマは、パルマ県下のランギラーノが主要な生産地である。

## スポーツ

### サッカー
かつてセリエA（1部リーグ）に所属していたパルマFC（旧名称：パルマAC）が本拠地としていたが、2015年に破産した。2015年7月にパルマを本拠とするパルマ・カルチョ1913が創設された。なお、ホームスタジアムはスタディオ・エンニオ・タルディーニである。

## 観光

### 教会

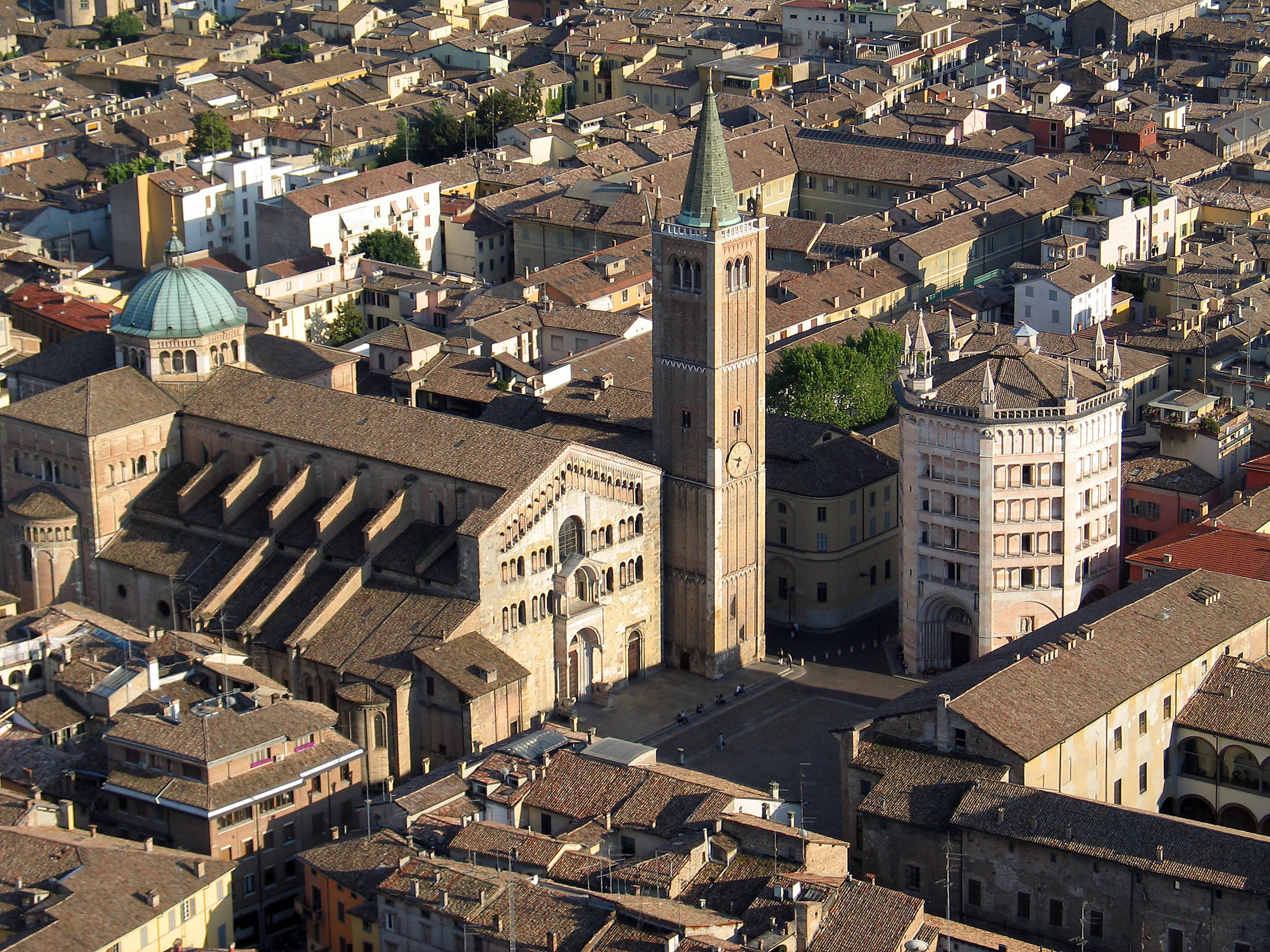
大聖堂と洗礼堂

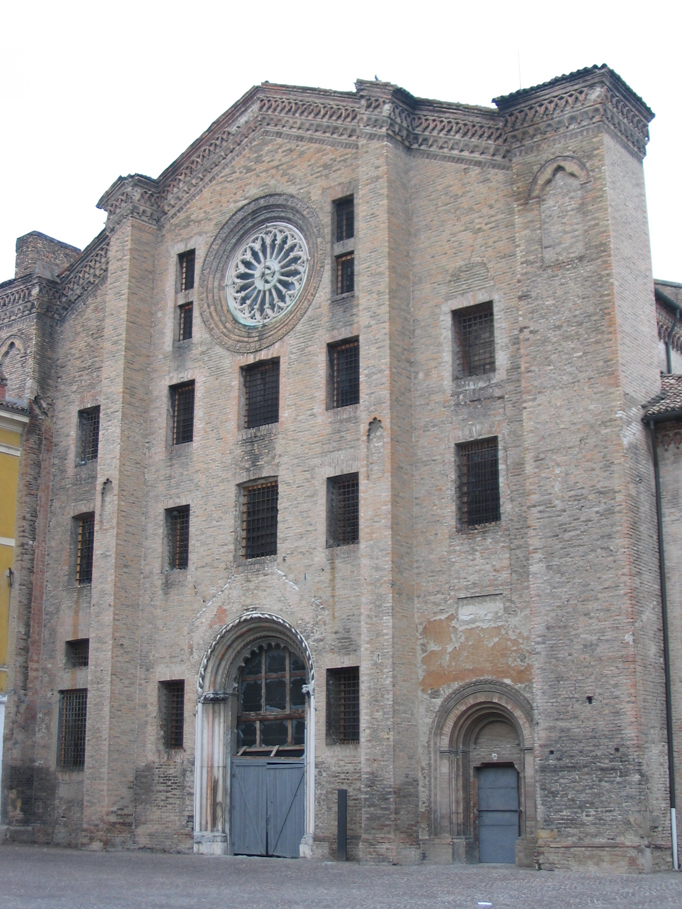
サン・フランチェスコ教会のファサード

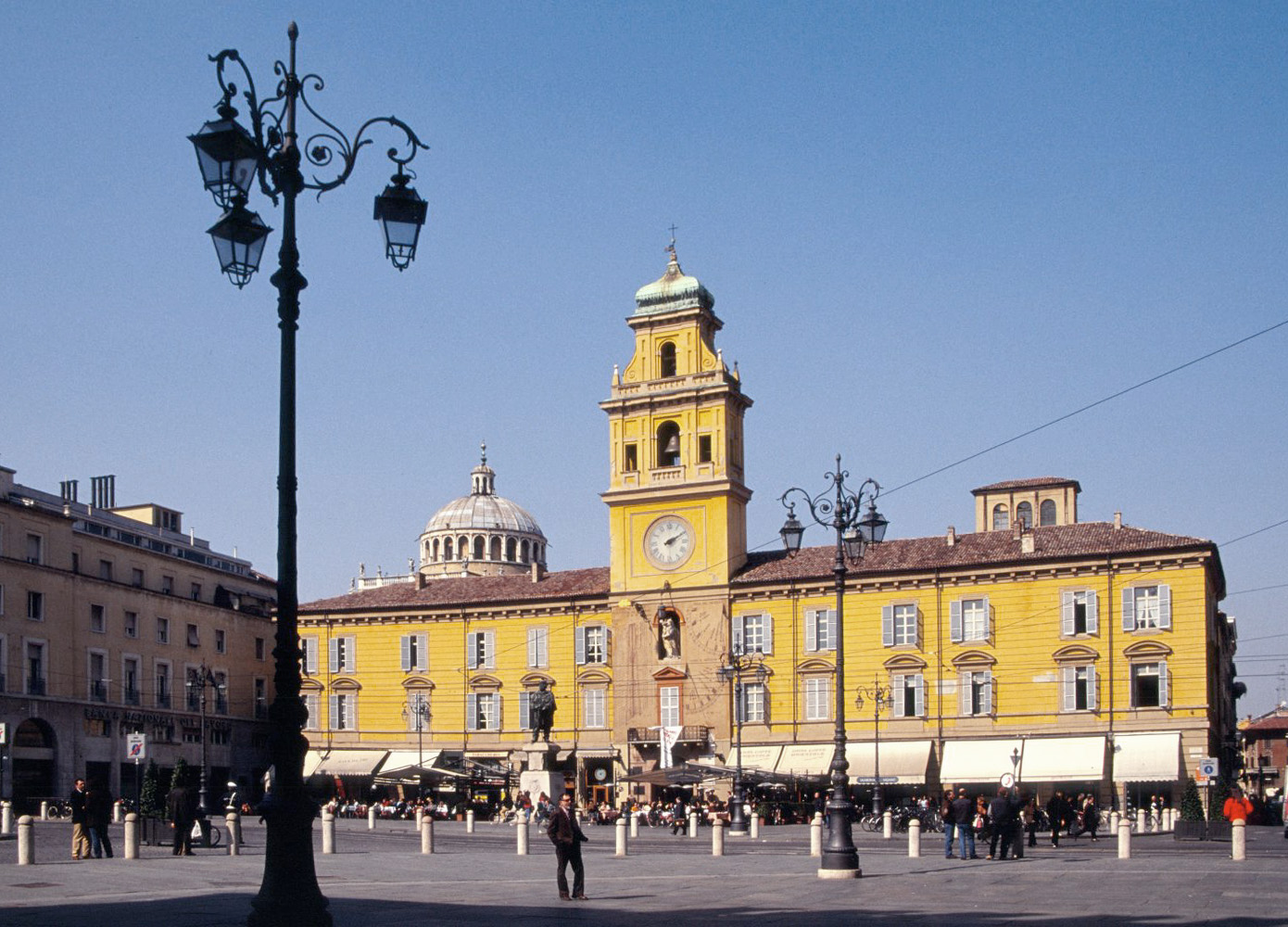
総督邸宅

- パルマ大聖堂（Cattedrale di Parma） - ロマネスク様式。12世紀のベネデット・アンテラーミ（英語版）による彫刻、16世紀のアントニオ・ダ・コッレッジョによるフレスコ画の天井画が有名。
- パルマ洗礼堂（Battistero di Parma） - 大聖堂に近接。1196年にアンテラーミによって建設が始められた。
- サン・ジョヴァンニ・エヴァンジェリスタ教会（L'Abbazia di San Giovanni Evangelista） - 1498年から1510年にかけ建設。大聖堂アプスの後方にある。バロック様式のファサードと鐘楼を持ち、ラテン十字型の平面図と3つの本堂をもつ。1520年から1522年、コッレッジョが教会の装飾天井にある、幻視的な透視図を預言する高度なフレスコ画『洗礼者ヨハネの幻視』をドームに描いた。礼拝堂のフレスコ画はパルミジャニーノによる。回廊と古いベネディクト会の食料保管庫も顕著なものである。図書館は15世紀・16世紀からの蔵書を持つ。
- サンタ・マリア・デッラ・ステッカータ教会（Basilica di Santa Maria della Steccata） - 14世紀には小さな教会であったが、1539年にルネサンス様式の教会として建設。ギリシャ十字型の平面図を採用
- サン・パオロ修道院 - 11世紀。コッレッジョによる貴重なフレスコ画、『カメラ・ディ・サン・パオロ』と、アレッサンドロ・アラルディの絵画を所蔵する。
- サン・フランチェスコ・デル・プラート教会（San Francesco del Prato） - 13世紀のゴシック様式。1990年代まで市の刑務所とされていた。

### 宮殿
- パラッツォ・デッラ・ピロッタ（Palazzo della Pilotta） - 1583年完成。パルマ派の絵画を展示する美術館、図書館、国立美術館、考古学博物館、ボドーニ美術館、ファルネーゼ劇場が入っている。
- パルマ公宮殿（英語版）（または庭園宮殿、Palazzo Ducale） - 1561年、パルマ公オッターヴィオ・ファルネーゼの命令でジャコモ・バロッツィ・ダ・ヴィニョーラが設計した。元スフォルツァ家の城があった場所に建っており、17世紀から18世紀に拡張された。16世紀からある興味深い装飾を含んだパラッツォ・エウケリーオ・サンヴィターレ（ジャンフランチェスコ・ダリャーテ作とされる）、パルミジャニーノのフレスコ画を含む。ヴィニョーラ作の公園が併設された。1749年にフランス風の庭園に変えられた。
- コムーネ宮殿（Palazzo del Comune） - 1627年建設。
- 総督宮殿（Palazzo del Governatore） - 13世紀
- 司教邸宅 - 1055年
- 旧病院（Ospedale Vecchio） - 1250年につくられ、のちのルネサンス時代に修繕された。現在、国立公文書館とコムーネ図書館が入っている。

### その他
- ファルネーゼ劇場（英語版） - 1618年から1619年、ジョヴァン・バッティスタ・アレオッティが建設。全体が木造。トスカーナ大公コジモ1世・デ・メディチの訪問のため、ラヌッチョ1世が建設を命令した。1944年3月の空襲によって消失。1956年から1960年にかけ再建された。
- チッタデッラ - アレッサンドロ・ファルネーゼの命令によって16世紀に建てられた大要塞。旧城壁に近い。
- ラピディス橋 - アウグストゥス帝時代からある石橋。
- 植物園（Orto Botanico di Parma） - パルマ大学所有の庭園
- レージョ劇場（Teatro Regio di Parma） - 1821年から1829年、ニコラ・ベットリが建設。新古典主義建築のファサードと、二重窓のポーチを持つ。市のオペラ・ハウスとなっている。
- ニッコロ・パガニーニ・アウディトリウム - レンツォ・ピアーノ設計
- アルトゥーロ・トスカニーニ博物館 - トスカニーニの生家
- ロンバルディ美術館（Museo Lombardi） - パルマ女公マリア・ルイーザと最初の夫であるナポレオン・ボナパルトのものとされる歴史的な展示品、美術品を展示。重要な作品や18世紀・19世紀のパルマ公国に関連する文書は美術館にも保管されている。

## 姉妹都市
- ロサリオ（アルゼンチン共和国）
- 石家荘（中華人民共和国）
- ブール＝カン＝ブレス（フランス共和国）
- トゥール（フランス共和国）
- リュブリャナ（スロベニア共和国）
- ヴォルムス（ドイツ連邦共和国）
- セゲド（ハンガリー共和国）
- ミルウォーキー（アメリカ合衆国）
- グアダラハラ（スペイン）
- ストックトン（アメリカ合衆国）

### 交流協定
- 香川県（日本）[7]

## 人物
君主についてはパルマ公の一覧も参照のこと。

### 著名な出身者
- パルミジャニーノ - 16世紀の画家。
- ジョヴァンニ・ランフランコ - 17世紀の画家。
- ニッコロ・ズッキ - 17世紀の天文学者。反射望遠鏡製作の先駆者。
- フェルディナンド・パエール - 18-19世紀の作曲家。
- マセドニオ・メローニ - 19世紀の物理学者。
- アルトゥーロ・トスカニーニ - 19-20世紀の指揮者・チェロ奏者。
- ベルナルド・ベルトルッチ - 映画監督。
- リカルド・パレッティ - レーシングドライバー。

### ゆかりの人物
- マリア・ルイーザ - ナポレオン1世の皇后。ナポレオン没落後、パルマ女公（在位：1814年 - 1847年）。